# Midway (Seminole County, Florida)
Midway ist  ein census-designated place (CDP) im Seminole County im US-Bundesstaat Florida. Das U.S. Census Bureau hat bei der Volkszählung 2020 eine Einwohnerzahl von 1.524 ermittelt.

## Geographie
Midway grenzt im Westen direkt an die Stadt Sanford und liegt etwa 30 km nördlich von Orlando. Der CDP wird von der Florida State Road 46 tangiert.

## Demographische Daten
Laut der Volkszählung 2010 verteilten sich die damaligen 1705 Einwohner auf 740 Haushalte. Die Bevölkerungsdichte lag bei 473,6 Einw./km². 10,3 % der Bevölkerung bezeichneten sich als Weiße, 84,9 % als Afroamerikaner, 0,1 % als Indianer und 0,7 % als Asian Americans. 1,8 % gaben die Angehörigkeit zu einer anderen Ethnie und 2,2 % zu mehreren Ethnien an. 6,1 % der Bevölkerung bestand aus Hispanics oder Latinos.
Im Jahr 2010 lebten in 35,8 % aller Haushalte Kinder unter 18 Jahren sowie 29,9 % aller Haushalte Personen mit mindestens 65 Jahren. 72,8 % der Haushalte waren Familienhaushalte (bestehend aus verheirateten Paaren mit oder ohne Nachkommen bzw. einem Elternteil mit Nachkomme). Die durchschnittliche Größe eines Haushalts lag bei 2,76 Personen und die durchschnittliche Familiengröße bei 3,22 Personen.
26,8 % der Bevölkerung waren jünger als 20 Jahre, 26,1 % waren 20 bis 39 Jahre alt, 27,2 % waren 40 bis 59 Jahre alt und 19,8 % waren mindestens 60 Jahre alt. Das mittlere Alter betrug 38 Jahre. 50,2 % der Bevölkerung waren männlich und 49,8 % weiblich.
Das durchschnittliche Jahreseinkommen lag bei 27.962 $, dabei lebten 39,6 % der Bevölkerung unter der Armutsgrenze.
Im Jahr 2000 war Englisch die Muttersprache von 98,14 % der Bevölkerung und Spanisch sprachen 1,86 %.